# Invincible (skladba)
Invincible je píseň britského grime zpěváka Tinie Tempaha. Píseň se nachází na jeho debutovém studiovém albu Disc-Overy. Produkce se ujal producent iSHi. S touto písní mu vypomohla americká R&B zpěvačka Kelly Rowland.

## Hitparáda
| Země           | Umístění |
| -------------- | -------- |
| Irsko          | 13       |
| Velká Británie | 11       |
| Austrálie      | 38       |
| Německo        | 39       |
| Skotsko        | 10       |